# Deh Gardān
Deh Gardān (persiska: ده گردان, دهگردان) är en ort i Iran.   Den ligger i provinsen Teheran, i den centrala delen av landet, 110 km öster om huvudstaden Teheran. Deh Gardān ligger 1 566 meter över havet och antalet invånare är 550.
Terrängen runt Deh Gardān är huvudsakligen lite bergig. Deh Gardān ligger nere i en dal.Runt Deh Gardān är det ganska glesbefolkat, med 23 invånare per kvadratkilometer. Närmaste större samhälle är Ḩeşār Bon, 9,7 km väster om Deh Gardān. Trakten runt Deh Gardān består i huvudsak av gräsmarker.